# 桜美公園
桜美公園（おうびこうえん）は、栃木県宇都宮市桜四丁目にある都市公園である。公園の種別は近隣公園。

## 概要
宇都宮市が国から土地を借りて、昭和40年度国庫補助事業により公園を整備した。1960年の開園当時は西原町という町名から西原公園であったが、1994年までに現在の桜美公園に改称された。
巻貝形状のすべり台が設置されていることから、「貝がら公園」と呼ばれることもある。
公園の駐車場はないが、公園に隣接して栃木県立美術館第2駐車場がある。

## 年表
- 1959年10月24日 - 都市計画公園として計画決定（宇都宮都市計画公園3・2・002号）[1]
- 1960年3月31日 - 開園
- 1972年 - 西隣に栃木県立美術館開館
- 1987年10月20日 - 都市計画公園の計画変更[1]
- 1994年までに桜美公園に改称
- 2004年 - 植栽移設や遊具の更新実施[5]

## 施設

### 現有施設
- 鉄棒
- コンビネーション遊具
- スプリング遊具
- 芸術作品
- かいがらすべり台
- ステンレス製風車のモニュメント
- トイレ

### 撤去施設
- 徒渉池（夏場などは水遊びができた[6]）、足洗場[7]
- 石の山[7]（コンクリート製で滑り台としての用途もあった[6]）

## 近隣施設
- 栃木県立美術館
- 足利銀行本店
- 宇都宮桜郵便局

## アクセス
- JR宇都宮駅西口より関東バス山王団地行、塩野室経由船生行、和尚塚経由細谷車庫行で「桜通十文字」下車すぐ。